# Кожевников, Пётр Валерьевич
Пётр Валерьевич Кожевников (8 июня 1953 — 7 сентября 2012) — русский прозаик, журналист, редактор, актёр кино, режиссёр. Член Союза писателей и Литературного фонда России, Всемирного ПЕН-клуба, Христианского-демократического союза, Президент христианского экологического союза.

## Биография
Родился 8 июня 1953 года в Ленинграде. Его прадед, Пётр Готфридович Ганзен, приехал в Россию из Дании и здесь женился на русской, Анне Васильевне Васильевой. Вместе они стали заниматься переводами (Ханс Кристиан Андерсен, Генрик Ибсен, Лев Толстой, Иван Гончаров и многие другие). За свои заслуги Петр Ганзен получил дворянский титул и чин действительного статского советника (генерал). Анна Ганзен стала основательницей ленинградского отдела Союза Писателей и умерла в блокаду.
Бабушка, Марианна Петровна Ганзен-Кожевникова, также владела несколькими языками, занималась переводами и преподаванием, и стала основательницей кафедры скандинавских языков в Ленинградском государственном университете. Мать, Марьяна Сергеевна Кожевникова, тоже переводчик и преподаватель, после Второй мировой войны работала на Нюрнбергском процессе. Сестра, Инна Павловна Стреблова, также владеет несколькими языками, перевела очень много авторов и много лет преподавала в университете.
Пётр Валерьевич получил художественное образование (Вечерние рисовальные классы при институте имени И. Е. Репина), средне-техническое (Ленинградское речное училище), специальное (курсы водолазов-аквалангистов при ДОСААФ), спортивное (курсы инструкторов восточных единоборств при институте имени П. Ф. Лесгафта), экологическое (семинар в США), высшее гуманитарное (Литературный институт имени А. М. Горького).
Работал с 14 лет. Начинал как лаборант и грузчик. Позже был старшим инженером, заместителем директоров, главным редактором СМИ (газета Всероссийского общества инвалидов «Контакт-информ», газета пассажирского транспорта «Омнибус»), режиссёром, актёром, автором литературных произведений. Кожевников — отец пятерых детей. Игнат и Елисей родились 8 июля 1978 года, Анна — 21 апреля 1993, Пётр — 17 мая 1997, Василиса — 24 августа 2008.
Первая публикация: повесть «Мелодии наших дневников» в неподцензурном альманахе «Метрополь» (издан в 1979, США, «Ардис», 1980, Франция, «Галлимар»). Повесть читали много раз по радио «Голос Америки», «Би-би-си», «Свобода» и др. В 1985 г . текст был включён в американскую хрестоматию по изучению советской литературы. Позже Евгений Лунгин снял по совместному с П. В. Кожевниковым сценарию кинокартину «Ангелы в раю» (Россия — Франция).
Являлся членом Союза писателей России и Литературного фонда России, Всемирного ПЕН-Клуба, Христианского-демократического союза, президентом Христианского экологического союза.
В 1990 году принял участие в написании сценария и съёмках в одной из главных ролей в кинофильме «Панцирь» (режиссёр Игорь Алимпиев), в 1991 году сыграл одну из главных ролей в кинофильме «Улыбка» (режиссёр Сергей Попов). В 1990-х годах снял несколько циклов видеофильмов о детях, делал сюжеты для телевидения, работал на радио «Свобода».
Кожевников никогда не считал себя ни «антисоветским», ни тем более «советским» автором, не относил себя ни к диссидентам, ни к неформалам..

## Смерть
Умер 7 сентября 2012 года. Похоронен на Смоленском кладбище Санкт-Петербурга.

## Литературные труды
Первая публикации в СССР — в 1989 году повести «Ученик» в журнале «Юность» (Премия журнала и медаль Бориса Полевого). Далее публикации в журналах и альманахах: «Мы», «Звезда», «Петрополь», «Вестник новой литературы», «Университетская набережная», «Русский мир» и др. В 1991 вышла книга прозы «Остров», в 1999 — «Не отвергни меня».
Автор книг прозы: «Не отвергни меня», (изд. «Блиц»), «Год людоеда», (роман, изд. «Азбука» — «АСТ») «Смысл жизни», (сборник, изд. «Деан», 2003 г.)